# فرودگاه اچ. حسن آروبوعثمان
فرودگاه اچ. حسن آروبوعثمان (به انگلیسی: H. Hasan Aroeboesman Airport) یک فرودگاه همگانی با کد یاتا ENE است که یک باند فرود آسفالت دارد و طول باند آن ۱۶۵۸ متر است. این فرودگاه در کشور اندونزی قرار دارد و در ارتفاع ۱۵ متری از سطح دریا واقع شده‌است.

## شرکت‌های هواپیمایی و مقصدهای پروازی
| شرکت‌های هواپیمایی | مقصدهای پروازی                          |
| ----------------- | --------------------------------------- |
| گارودا ایندونزیا  | انگوراه رای، ال تاری، کومودو            |
| Kalstar Aviation  | انگوراه رای، جواندا                     |
| وینگز ایر         | انگوراه رای، ال تاری، کومودو            |
| سوسی ایر          | Sabu                                    |
| TransNusa         | انگوراه رای، ال تاری، کومودو، تامبولاکا |